# 하이 라이즈 (밴드)
하이 라이즈(High Rise)는 일본의 사이키델릭 록밴드이다. 난조 아사히토(南條麻人)와 나리타 무네히로(成田宗弘)가 결성했다.
1982년 Psychedelic Speed Freaks로 결성. 1984년 메이다이마에 역의 음반점 모던 뮤직이 운영하는 PSF 레코드의 첫번째 발매작으로 1집 Psychedelic Speed Freaks를 발매하며 밴드명을 하이 라이즈로 바꾸었다.
1986년 2집High Rise II를 내고, 1994년 라이브 앨범 Live를 내었다.

## 음반 목록
- Psychedelic Speed Freaks (1984년)
  - Psychedelic Speed Freaks '84 -'85 (1997년)
- High Rise II (1986년)
- Dispersion (1992년)
  - Live (1994년)
- Disallow (1996년)
- Desperado (1998년)
  - Psychobomb -US Tour 2000- (2000년)

## 관련 문헌
- Morris, Chris (1998년 12월 12일). “Squealer's High Rise Reissues Bring On The Japanese Noise”. 《Billboard》: 67. Japanese Noise Morris, Chris (1998년 12월 12일). “Squealer's High Rise Reissues Bring On The Japanese Noise”. 《Billboard》: 67.